# Vladimír Železný

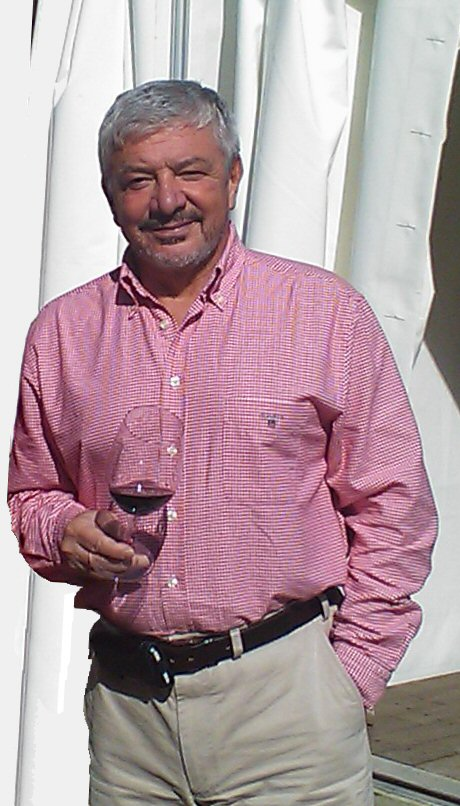

Vladimír Železný este un om politic ceh, membru al Parlamentului European în perioada 2004-2009 din partea Cehiei.
1. ↑  The Fine Art Archive, accesat în 1 aprilie 2021
2. ↑  ]][[Categorie:Articole cu legături către elemente fără etichetă în limba română
3. ↑  Czech National Authority Database, accesat în 23 noiembrie 2019
4. ↑   https://twitter.com/jakubzelezny/status/1258746589679583232 Lipsește sau este vid: |title= (ajutor)
5. ↑   https://revue.idnes.cz/zelezna-jsem-rada-ze-si-vybral-kony-dui-/lidicky.aspx?c=2004MM41A06A Lipsește sau este vid: |title= (ajutor)
6. ↑  iDNES.cz, 28 noiembrie 2003, accesat în 4 noiembrie 2020
7. ↑  Register of political parties and movements, accesat în 2 martie 2023
8. ↑  Deputații în Parlamentul European
9. ↑  Data Poslanecké sněmovny a Senátu, accesat în 14 ianuarie 2020
10. 1 2 3 4  Číselník volebních stran - Volby do zastupitelstev obcí konané 23.09. – 24.09.2022 (în cehă), Český statistický úřad[*], accesat în 3 septembrie 2022